# Saunders-Islands-Nationalpark
Der Saunders-Islands-Nationalpark (englisch Saunders Islands National Park) ist ein 61,3 Hektar großer Nationalpark in Queensland, Australien. Er besteht aus 6 Koralleninseln, sowie einigen Sandbänken, und gehört zum UNESCO-Weltnaturerbes Great Barrier Reef.

## Lage
Der Nationalpark befindet sich 630 Kilometer nördlich von Cairns und 140 Kilometer südlich von Cape York an der Ostküste der Cape York Halbinsel im Korallenmeer. Die Inseln liegen entlang der Shelburne Bay zwischen 15 und 25 Kilometern von der Küste entfernt.
In der näheren Umgebung im Korallenmeer liegen die Nationalparks Denham Group und Sir Charles Hardy Group, auf dem Festland Jardine River.

## Landesnatur
Der Nationalpark besteht aus sechs Koralleninseln und einigen unbewachsenen Sandbänken. Die kleinsten sind nur wenige hundert Meter lang, die größte hat einen Durchmesser von knapp 2 Kilometern.

## Flora und Fauna
Die Vegetation variiert von Insel zu Insel, es gibt Grasflächen, kleine Flecken mit niedrig gewachsenen Wald, Mangroven und Buschwerk.
Vom Menschen fast unberührt, bieten die Inseln zahlreichen Tierarten sowohl Lebensraum als auch Brutmöglichkeiten, darunter dem gefährdeten Ruß-Austernfischer (Haematopus fuliginosus), der Zwergseeschwalbe (Sternula albifrons) und dem Rifftriel (Esacus giganteus). Die Echte Karettschildkröte (Eretmochelys imbricata) legt ihre Eier an Stränden der Inseln.